# Indirizzo sconosciuto
Indirizzo sconosciuto (hangŭl: 수취인 불명 ; latinizzazione riveduta della lingua coreana: Suchwiin bulmyeong) è un film del 2001 diretto da Kim Ki-duk.
È stato il film di apertura della 58ª Mostra internazionale d'arte cinematografica di Venezia.

## Trama
A Pyeongtaek, una cittadina sud-coreana influenzata dalla presenza di una base militare USA, vivono tre adolescenti, le cui vite si intrecciano, caratterizzati da un comune denominatore: l'assenza del padre. Eunok è una studentessa con un occhio danneggiato dal fratello e che ha perso il padre in guerra. Jihum è un ragazzo che fa l'assistente di un ritrattista e che ha difficoltà ad interagire col padre, un reduce della Guerra di Corea. Chang-Guk è figlio illegittimo di un soldato afroamericano e di una donna coreana, con la quale vive in periferia in un vecchio autobus dell'esercito degli Stati Uniti. La madre ha insegnato l'inglese a Chang-Guk con la speranza di prepararlo ad una nuova vita in America, una volta ricongiunto con suo padre a cui lei scrive regolarmente, sebbene le lettere ritornino sempre indietro a causa dell'"indirizzo sconosciuto" (da cui il titolo Address unknown).